# تشارلز أوينز (لاعب كرة مضرب)
تشارلز أوينز (بالإنجليزية: Charles Owens)‏ هو لاعب كرة مضرب أمريكي، ولد في 31 يوليو 1950 في توسكالوسا في الولايات المتحدة.